# Ambrisentan
Ambrisentan ist ein  Arzneistoff aus der Gruppe der Endothelin-Rezeptorantagonisten. Er wird zur Behandlung einer seltenen Form des Bluthochdrucks verwendet, bei der Blutdruck in den Blutgefäßen erhöht ist, durch die das Blut vom Herzen in die Lungen fließt (Lungenbluthochdruck, pulmonal-arterielle Hypertonie (PAH) der WHO-Funktionsklassen II und III).
Für dieses Anwendungsgebiet ist er unter dem Handelsnamen Volibris® (Hersteller GlaxoSmithKline (GSK)) seit 2008 in der Europäischen Union und in der Schweiz zugelassen.
Ambrisentan ist, wie auch die Endothelin-Rezeptorantagonisten Bosentan und Sitaxentan, als Orphan-Arzneimittel klassifiziert.

## Pharmakologie

### Wirkmechanismus
Ambrisentan verdrängt als Antagonist das Endothelin-1, das stärkste bekannte körpereigene Blutgefäßkonstringenz, selektiv von seinen ETA-Rezeptoren und hebt damit die Endothelin-1-Wirkung auf, so dass die Gefäße dilatieren und so dem durch das Endothelin verursachten Anstieg des (pulmonalen) Blutdrucks entgegengewirkt wird und es zu einer (pulmonalen) Blutdrucksenkung kommt. Durch die Selektivität resultiert ein Vorteil gegenüber dem unselektiven Bosentan, da die durch den ETB-Rezeptoren verursachten Effekte, die Produktion der Vasodilatatoren Stickoxid (NO) und Prostazyklin, unbeeinflusst bleiben und so eine zusätzliche Dilatation bewirken können. Außerdem wird so der durch das Endothelin verursachten Veränderungen der Blutgefäße – der Remodellierung – entgegengewirkt.

### Nebenwirkungen
Als Nebenwirkungen kann es als Folge des Eingriffs in die Blutdruckregulation zu Kopfschmerzen, Hautrötungen und peripheren Ödemen kommen, ebenso sind Störungen im Magen-Darm-Trakt (Übelkeit und Bauchschmerzen) und auch sinusitisartige Symptome mit verstopfter Nase möglich.

### Kontraindikationen
Kontraindikationen stellen eine Schwangerschaft und Leberfunktionsstörungen dar, die mit erhöhten Leber-Transaminasen einhergehen. Im Juli 2012 wies der Hersteller GSK in einem Rote-Hand-Brief darauf hin, dass Ambrisentan bei Patienten mit idiopathischer pulmonaler Fibrose (IPF) nicht angewendet werden darf.

### Studien
Phase-III-Studien – ARIES-1 und ARIES-2